# Ierburi
În general, ierburile sunt plante folosite pentru produse alimentare, arome, medicamente și parfumuri.

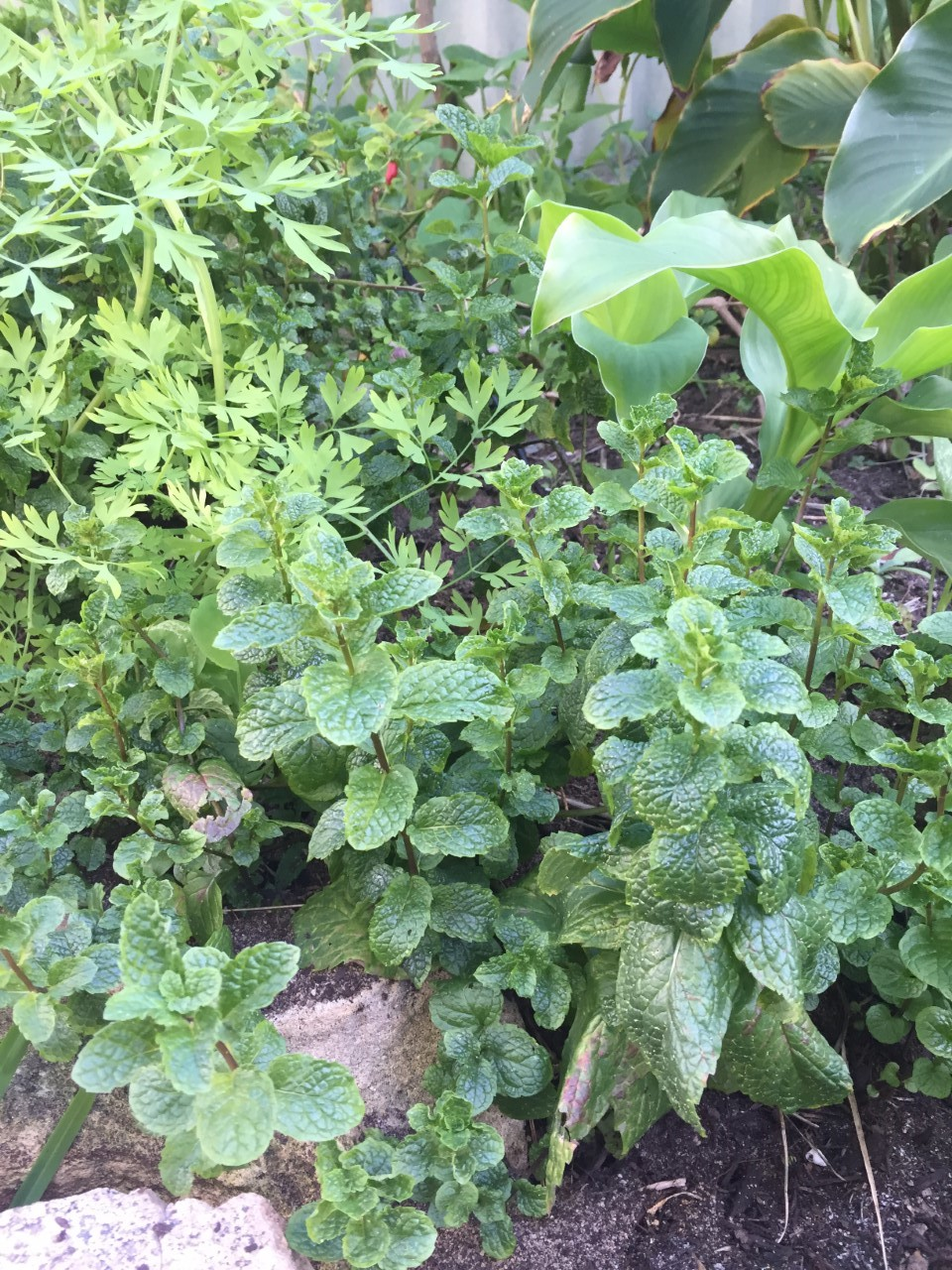
În această grădină se poate vedea o varietate de ierburi, printre care și menta.

Utilizarea culinară a termenului consideră, în general, părțile frunzei verzi (uscate sau proaspete) ca ierburi în comparație cu mirodeniile, care sunt produse de alte părți ale plantei, cum ar fi semințele, boabele, rădăcinile, fructele sau scoarțele, de obicei uscate.
În botanică, termenul ierburi este folosit ca plural de iarbă, adică pentru a indica plantele erbacee.
Ierburile au o varietate de utilizări pe lângă cele culinare: sunt folosite pentru medicină și, în unele cazuri, chiar pentru uz spiritual. Folosirea generală a termenului „ierburi” diferă de fapt între plante aromatice și plante medicinale. În scopuri medicinale sau spirituale, oricare dintre părțile plantei ar putea fi considerate „ierburi”; inclusiv frunze, rădăcini, flori, semințe, rășini, scoarțe, fructe și, uneori, pericarpul sau alte părți ale plantei

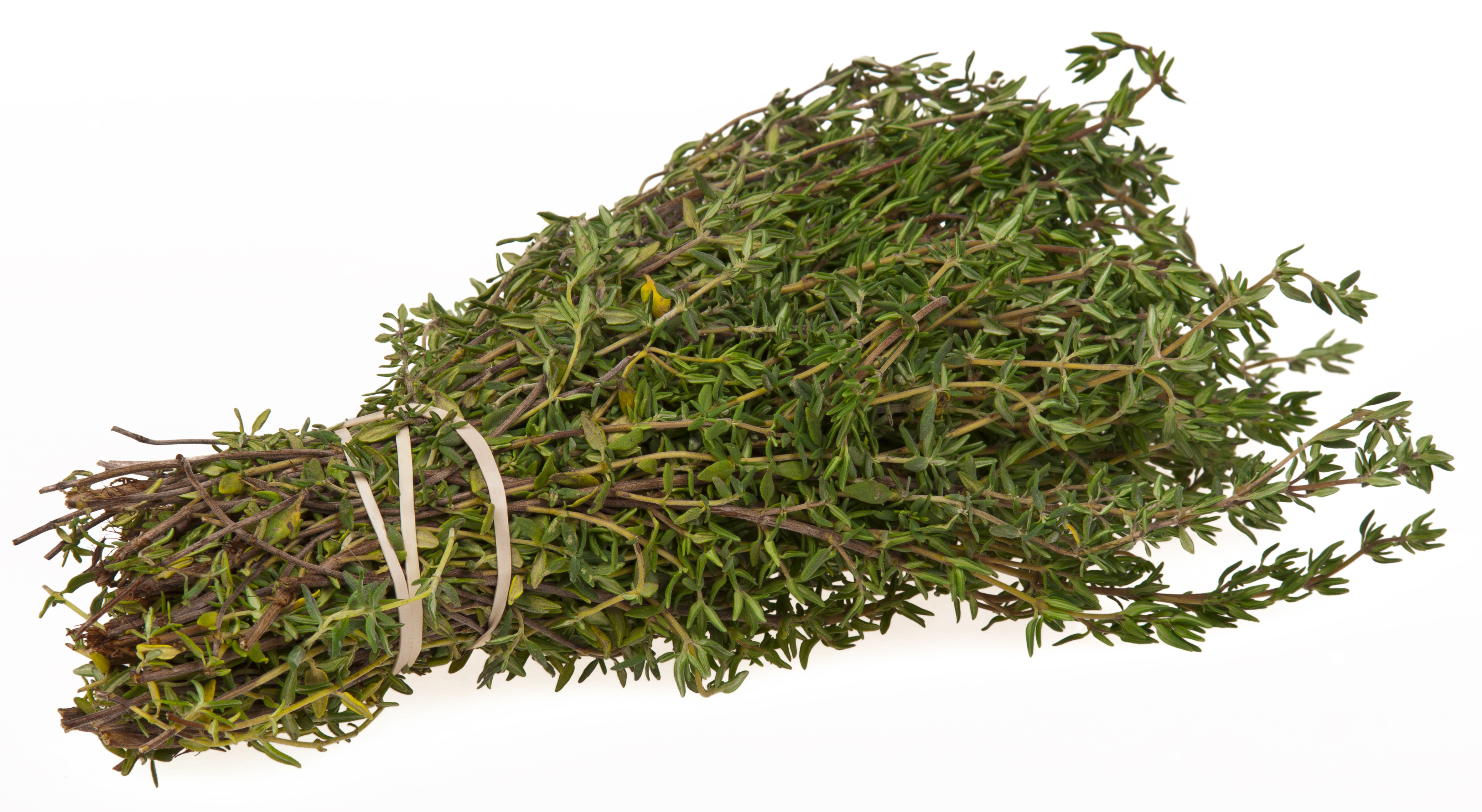
Niște crenguțe de cimbru.

## Ierburi culinare sau aromatice
Ierburile se disting de legume și, ca și mirodeniile, sunt folosite în cantități mici și oferă aromă alimentelor.
Ierburile pot fi plante perene precum cimbrul și lavanda, plante bienale precum pătrunjelul și anuale ca busuiocul. Plantele perene pot fi, de asemenea, arbuști precum rozmarinul sau arbori precum dafinul. Unele plante sunt folosite atât ca ierburi, cât și ca mirodenii, cum ar fi mărarul și coriandrul. În plus, există unele plante medicinale, cum ar fi cele din familia mentei, care sunt utilizate atât în scopuri culinare, cât și în cele medicinale.

## Ierburi pentru ceai
Unele ierburi pot fi infuzate în apă clocotită pentru a face ceaiuri din plante (numite și tizane). De obicei se folosesc frunzele, florile sau semințele uscate sau ierburi proaspete. Ceaiurile din plante tind să fie preparate din plante aromatice, și adesea nu conțin taninuri sau cofeină, și nu sunt amestecate de obicei cu lapte. Exemple obișnuite includ ceaiul de mușețel și ceaiul de mentă. Ceaiurile din plante sunt adesea folosite ca sursă de relaxare sau pot fi asociate cu ritualuri.

## Ierburi sacre
Ierburile sunt folosite în multe religii: smirna și tămâia sunt utilizate în mod obișnuit în religia elenistică; se vorbește despre farmecul celor nouă ierburi în păgânismul anglo-saxon; Frunzele de neem, bael și curcuma sunt utilizate în hinduism. În rastafarianism, cannabisul este, de asemenea, considerat o plantă sacră.
Șamanii din Siberia folosesc ierburi în scopuri spirituale. În cele din urmă, poporul nativ american Cherokee folosește salvia albă și lemnul de cedru pentru curățarea spirituală.
Marijuana este una dintre ierburile sacre.